# Inkafolkets mytologi
Inkafolkets mytologi är i princip bara känd genom muntliga traditioner och de nedtecknade versioner som spanska erövrare lämnat efter sig efter 1532. 

## Muntlig tradition
Inkafolkets mytologi var ungefär densamma som den varit under mer än 3000 år. Den slutsatsen kan man dra genom de heliga bilder som repeteras från tiden för Chavínkulturen och bland de olika senare förekommande kulturerna.
Religionen var praktisk och ändamålsenlig. Gudarna tillbads och krävde sina offergåvor. Förseelse mot gudarna var att inte ge tillräckligt. Då uppfattade folket översvämningar, jordbävningar, felslagna skördar, sjukdom och död som gudarnas bestraffningar.
Inkarikets grundare Manco Capac ansåg sig själv vara son till guden Inti som i sin tur var son till skapelseguden Viracocha.

## Krönikörerna
Inkafolkets myter och traditioner nedtecknades av de spanska erövrarna från tiden 1532 och senare. Bland dessa krönikörer märks särskilt Felipe Guaman Poma de Ayala, Inca Garcilaso de la Vega, Santacruz Pachacuti och Pedro Cieza de León. Garcilaso de la Vegas bok, Comentarios Reales de los Incas (”Den sanna historien om Inkafolket”) publicerades i Lissabon 1609 och anses av många kritiker vara det förnämsta prosaverket från Perus kolonialtid.
Dessa krönikor tillsammans med reseskildringar och administrativa dokument är de enda skriftliga källor som finns. Det fanns en speciell genre under 1500-talet och 1600-talet för krönikor. Man försökte tränga in i de indianska själarna för att bättre förstå och kunna förstöra deras vantro och irrlära. Man sökte sålunda upp kultplatser och kultföremål med avsikten att förstöra dem. Porra betecknar dem som "tvärtom-arkeologer", arqueólogos al revés.

## Inkaindianernas världsbild
Under Inkarikets expansion införde inkaindianerna sin solgud hos de erövrade folken, men samtidigt tillät man att de också dyrkade sina gamla gudar. Till exempel dyrkades guden Pachacamac i centrala delen av Tahuantinsuyo.
Religionen i Inkariket var därför inte helt lika i olika landsändar. Men en grundläggande uppfattning om världen var gemensam. Världen indelades i tre zoner:
- Janan Pacha var himmelriket, där bodde rymdens gudar Solen, Månen, Stjärnorna. Förbindelserna mellan människorna och himmelens gudar gick via Inkan som var Solens son.
- Kay Pacha var bebodd av människorna, djuren, växterna och jordens gudar.
- Ukju Pacha innebar underjorden. Där bodde de döda. Viss förbindelse fanns mellan människorna och de döda och den skedde genom jordens olika källor, sjöar, grottor och liknande.

Dessa begrepp var också invävda i Inkas förhållandevis komplicerade astronomi.
På quechua betyder pacha på en och samma gång "tid" och "rymd" och snuddar därmed vid det moderna begreppet rumtid.

## Legenden om Inkaimperiets skapelse
Denna legend omtalades för de spanska erövrarna och nedtecknades efter erövringen av Peru.
Det sägs att Solen, som var inkafolkets fader, såg att människorna levde i ett bedrövligt tillstånd. Han kände medömkan med dem och beslöt att skicka en son och en dotter till jorden för att de skulle vara som gudar för människorna, de skulle undervisa dem och lära dem leva som förståndiga och bildade människor och också dyrka Solen.
Solguden lämnade därför sina två barn Manco Capac och Mama Ocllo i Titicacasjön, och därifrån fick de gå vart de ville. De hade med sig en två tum tjock och nästan en meter lång stång av guld. Och vart de än kom stack de ner guldstången i marken, och på det ställe som stången sjönk ner och stod kvar i marken, där skulle de stanna och grunda sitt imperium.
De två syskonen begav sig åt nordost och så småningom kom de till Pacaritambo, sydöst om nuvarande Cusco. Sedan begav de sig vidare och kom till Cuscodalen och där sjönk guldstången ner i marken utan svårighet. Manco Capa sa då till sin syster att "till denna dal har vår fader Solen sänt oss och här skall vi stanna för att uppfylla hans vilja". Manco Capac ställde sig med kroppen täckt av silverplåtar på bergets topp framför folket i dalen vilka beundrade honom där han framträdde i ett lysande sken. De accepterade att lyda honom och han beslöt sig för att lära människorna bruka jorden, anlägga åkrar, bygga, göra årder och andra redskap för att plöja jorden och också bygga vägar. Mama Ocllo lärde kvinnorna att spinna, väva och sy kläder av ull och bomull.
Det finns ännu en skapelseberättelse, den om syskonen Ayar.
Legenden omtalar hur från Pacaritambo, från tre öppningar i berget Tamputoco, kom fram de två stammarna Maras och Tampus. Ur den tredje öppningen kom fyra män och fyra kvinnor som hade skapats av guden Viracocha för att bli herrar över jorden. Därför tog de namnet Inka, vilket betyder herre. Det var syskonen Ayar Manco, Ayar Auca, Ayar Cachi, Ayar Uchu, Mama Occlo, Mama Guaco, Mama Cora och Mama Ragua. Syskonen begav sig emot Cusco och i en serie förvecklingar förvandlades syskonen till stenar, den ene efter den andra, tills bara Manco Capac återstod. Manco Capac grundade sedan staden Cusco.
Grunden för de två likartade legenderna kan kanske vara att de olika folkstammarna har rört sig från Titicacasjön emot Cusco, och att Manco Capac till sist har stigit fram som härskare.

## Gestalter i inkafolkets mytologi
- Ayar Cachi
- Cari
- Huacas
- Illapa
- Imaymana Viracocha
- Inti
- Mama Killa
- Mama Ocllo
- Manco Capac
- Pachacamac
- Pachamama
- Pachayachachic
- Tunupa - Guden dyrkades långt innan inkariket grundades.
- Apu Kontiki Viracocha
- Tocapo Viracocha
- Tuapaca - annat namn på Tunupa
- Tutujanawin
- Vichama